# Twenty4-7のおかずにどうぞ
『twenty4-7のおかずにどうぞ』（トウェンティー・フォー・セヴンのおかずにどうぞ）は、エフエム大阪で深夜放送されていたラジオ番組である。

## 概要
- 2007年1月1日 - 10月29日放送。

## 出演
- twenty4-7

## 番組内容
- おかずにプレイステーション
- おかずに台本

恋愛相談メールを元に、おかずファミリーがドラマ仕立ての演技で再現する。
- 2007年2月26日以降の放送より、メールが採用されるとtwenty4-7のロゴ入りステッカーが贈られた。

## 放送日時
- 月曜日27:00 - 29:00 （日本標準時火曜日未明）